# Henfenfeld
Henfenfeld település Németországban, azon belül Bajorországban. Lakosainak száma 1771 fő (2023. december 31.).

## Népesség
A település népessége az elmúlt években az alábbi módon változott:
| Lakosok száma | 722  | 1377 | 1597 | 1668 | 1918 | 1889 | 1880 | 1866 | 1805 | 1771 |
|               | 1875 | 1950 | 1975 | 1987 | 2012 | 2014 | 2016 | 2017 | 2021 | 2023 |